# Aggregat (ракетна програма)

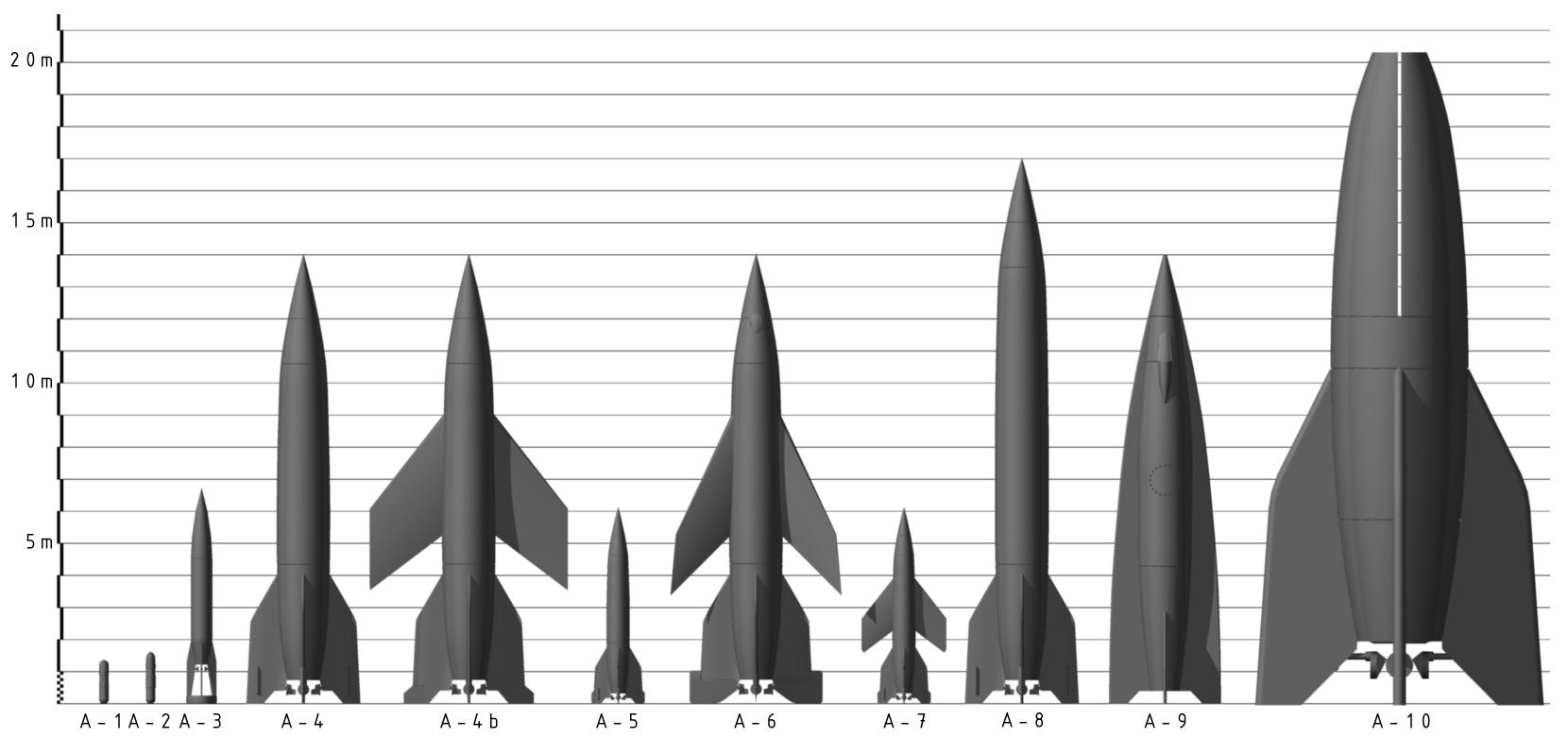
Порівняння ракет серії

Aggregat (з нім. «агрегат») — серія проєктів балістичних ракет, розроблених Третім Райхом у 1933–1945 роках для Вермахту. Найуспішнішою стала A4, більш відома як V-2.

## A1 (1933)
A1 була розроблена 1933 року Вернером фон Брауном за дослідницькою програмою Вермахту в місті Куммерстдорф під проводом Вальтера Дорнберґера. Ракета складала 1,4 метра в висоту та 30,5 см в діаметрі та мала злітну масу в 150 кг. Ракетний двигун, розроблений Артуром Рудольфом, використовував етанол та зріджений кисень як пальне та окислювач. Попри вдалі випробування двигуна, перша спроба запуску ракети завершилась 21 грудня 1933 року її вибухом через пів секунди після запалу. Ракета була визнана ненадійною, недоліком також вважався зміщений до носа центр ваги. Цей недолік пізніше виправили в A2, змістивши 40-кілограмовий гіроскоп до центру.

## A2 (1934)
Статичні тести та збірка були завершені до 1 жовтня 1934 року. Було зібрано два екземпляри, названі Макс і Моріц на персонажів однойменного мультфільму Вільгельма Буша. 19 та 20 грудня 1934 вони були запущені на острові Боркум. Вони досягли висоти 2,2 та 3,5 км відповідно. 

## A3 (1935–1937)
Про розробку A3 відомо щонайменше з початку 1935 року, коли було виділено близько півмільйона райхсмарок на побудову нових прототипів. У планах було розробити ракету з тягою в 1500 кгс та інерціальною системою наведення.
У березні 1936 барон Вернер фон Фріч побачив випробування двигуна, був захоплений та вирішив допомогти цій програмі. Ракета мала подібний склад пального та принцип його подачі під тиском. Розробка та модифікації для покращення стабільності було завершено наприкінці 1936 року.
Форма ракети була заснована на 8-мм піхотній кулі, з очікуванням розвинення надзвукової швидкості. Ракета була 6,7 у висоту, 70 см у діаметрі та важила 750 кг. Двигун був збільшеним у розмірах та дещо модифікованим двигуном A2. 
A3 стала першою ракетою серії, запущеною з Пенемюнде. Перший запуск відбувся 4 грудня 1937 року, але ракета мала проблеми з парашутом та двигуном і розбилась біля місця запуску; під час другого запуску 6 грудня, сталось те саме. Для наступних запусків парашути було вимкнено, але ракети продовжували страждати від проблем з двигуном, вони досягли висоти 760 та 910 метрів відповідно та впали в море.
Проблема була в нестабільній системі керування: при сильному вітрі система не могла повернути та запускала парашут. Дизайн стабілізаторів було переглянуто в A5, оскільки більш потужні реактивні струмені для повороту могли пошкодити антену, що оперізувала стабілізатори. 
Після невдалих запусків роботу над A3 було припинено, A4 відкладено, натомість продовжено роботу вже над A5.

## A5 (1938–1942)
A5 зіграла важливу роль у випробуванні аеродинаміки та технологій майбутньої A4. Ракетний двигун був ідентичний A3, але з новою контрольною системою компанії Siemens. Довжина складала 5,8 м, діаметр 78 см, а вага досягла 900 кг. Як і A3, A5 не несли жодного корисного навантаження.
Випробування авіоніки проходили в дозвуковій та надзвуковій аеродинамічній трубах в Аахені. В кінці 1938 року було запущено зменшені некеровані моделі довжиною 1,5 м для вимірювання швидкості.
Перші вдалі керовані польоти відбулись у жовтні 1939 року. До 1943 року відбулось близько 80 запусків з різними системами навігації та керування. A5 досягла висоти в 12 км та дальності 18 км. Аналіз результатів призвів до такої конструкції стабілізаторів, як згодом було застосовано на A4.
Після випробувань ракети, Дорнберґер сказав, що тепер він знав, як створити зброю зі значно більшою дальністю, ніж будь-яка артилерія.

## A4 (V-2) (1942–1945)
A4 була повнорозмірною ракетою з дальністю близько 320 км та початковою висотою польоту в 89 км. Корисне навантаження складало близько тонни. Це була перша у світі балістична ракета, що досягла космосу.

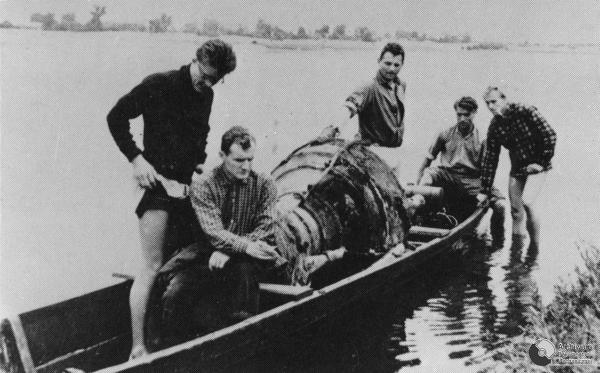
Фрагменти V-2 на Західному Бузі

З усвідомленням перспективності ракет як зброї, випробувальний майданчик перемістили з артилерійського полігону в Куммерсдорфі на острів Узедом для більшого простору. Перша ракета A4 була запущена в березні 1942 року та пролетіла 1,6 км. Друга пролетіла 11 км та вибухнула, а вже третя досягла дальності 193 км та висоти 83 км. Найвищим показником висоти за час війни було 174,6 км 20 липня 1944 року.
Виробництво розпочалось у 1943 році. Випробувальний полігон біля Блізни був виявлений Армією Крайовою після повідомлень фермерів, внаслідок чого повстанці змогли отримати фрагменти випущених ракет. 1944 року британська розвідка та польські підпільники розробили план із викрадення ракети, що не вибухнула. Близько 20 травня 1944 року в болотистий берег Західного Буга біля села Сарнаки влучила ракета. Місцеві мешканці забрали її перед прибуттям німців. Ракету було розібрано та в рамках операції «Мост III» передано через Польщу британській розвідці в кінці 1944.

### Швіммвесте
В кінці 1943 року було запропоновано ідею створення водонепроникного контейнера, що містив би ракету A4 та був буксованим за підводним човном. На вогневій позиції контейнер повертається вертикально та запускає ракету. Проєкт отримав назву Projekt Schwimmweste («рятувальний жилет»), а самі контейнери називали Prüfstand XII («випробувальний стенд 12»). Роботи велись у концентраційному таборі Вулканверфт, один екземпляр було створено до кінця війни, але запуск так і не відбувся.

## Нереалізовані проєкти

### A6
A6 була позначенням для A5 з різними видами пального.

### A7
A7 була проєктом ракети з крилами, що розроблялась з 1940 по 1943 для Кріґсмаріне, але так і не була побудована. За структурою була подібна до A5, але більшою.

### A8
A8 була проєктом подовженої A4 з придатним для зберігання пальним (ймовірно, азотна кислота та керосин). Ракета не дійшла до прототипів, але після війни напрацювання було використано для французького проєкту Super V-2. Хоча проєкт було скасовано, він призвів до появи ракет Véroniqueта Diamant.

## Міжконтинентальні ракети
1940 року було розпочато роботу над проєктом, що міг би дозволити вражати цілі в США зі стартових майданчиків у Європі, тобто, міжконтинентальною балістичною ракетою. Проєкт мав складатись із двох частин: пілотованої ступені з боєголовкою A9 та розгінного блока A10. 
Пізніше було розроблено і третю та четверту ступені для ракети ― A11 та A12 відповідно.